# Лапайне, Бено
Бено Лапайне (словен. Beno Lapajne, родился 10 июня 1973 года в Любляне) — словенский гандбольный вратарь, знаменосец сборной Словении на Олимпиаде 2004 года.

## Биография
Выступал на протяжении своей карьеры за словенские клубы «Целе Пивоварна Ласко», «Горене» (Велене), «Пруле 67» и «Голд Клуб» (Козина). За рубежом выступал за «Загреб» (Хорватия), «Иври» (Франция) и «Арагон» (Испания). Чемпион Словении: 1992, 1993, 1997, 1998, 1999, 2002. Чемпион Хорватии: 2005. Карьеру завершил в 2010 году.
За сборную Словении сыграл 212 игру и забил один гол. На Олимпиаде в Афинах на церемонии открытия нёс флаг сборной Словении, но там сборная Словении потерпела неудачу, заняв только 11-е место. Также выступал на Олимпиаде в Сиднее.